# Nghĩa Phúc, Tân Kỳ
Nghĩa Phúc là một xã thuộc huyện Tân Kỳ, tỉnh Nghệ An, Việt Nam.
Xã Nghĩa Phúc có diện tích 34,14 km², dân số năm 1999 là 8997 người, mật độ dân số đạt 264 người/km².